# Fraccionamiento Lomas de Maruati
Fraccionamiento Lomas de Maruati är en ort i Mexiko.   Den ligger i kommunen Maravatío och delstaten Michoacán de Ocampo, i den södra delen av landet, 150 km väster om huvudstaden Mexico City. Fraccionamiento Lomas de Maruati ligger 2 046 meter över havet och antalet invånare är 121.
Terrängen runt Fraccionamiento Lomas de Maruati är kuperad norrut, men söderut är den platt. Runt Fraccionamiento Lomas de Maruati är det ganska tätbefolkat, med 104 invånare per kvadratkilometer. Närmaste större samhälle är Maravatío, 4,1 km söder om Fraccionamiento Lomas de Maruati. Omgivningarna runt Fraccionamiento Lomas de Maruati är en mosaik av jordbruksmark och naturlig växtlighet.